# Grand Prix d'Isbergues 1999
Il Grand Prix d'Isbergues 1999, cinquantatreesima edizione della corsa e valida come evento dell'UCI categoria 1.1, si svolse il 19 settembre 1999, per un percorso totale di 208 km. Fu vinto dall'estone Lauri Aus che giunse al traguardo con il tempo di 4h58'33" alla media di 41,802 km/h.

## Ordine d'arrivo (Top 10)
| Pos. | Corridore          | Squadra         | Tempo    |
| ---- | ------------------ | --------------- | -------- |
| 1    | Lauri Aus          | Casino          | 4h58'33" |
| 2    | Geert Verheyen     | Lotto           | a 30"    |
| 3    | Frédéric Guesdon   | F. des Jeux     | a 1'29"  |
| 4    | Nicolaj Bo Larsen  | Home-J. & J.    | s.t.     |
| 5    | Tristan Hoffman    | TVM             | s.t.     |
| 6    | Scott Sunderland   | Palmans         | s.t.     |
| 7    | Cédric Vasseur     | Crédit Agricole | s.t.     |
| 8    | Steven de Jongh    | TVM             | a 4'15"  |
| 9    | Peter Van Petegem  | TVM             | s.t.     |
| 10   | Olivier Perraudeau | Crédit Agricole | s.t.     |